# Ponthieva
Ponthieva R. Br. – rodzaj rośliny z rodziny storczykowatych (Orchidaceae Juss.). Obejmuje co najmniej 65 gatunków. Występuje naturalnie w obu Amerykach – w strefach tropikalnej i subtropikalnej.

## Systematyka
Pozycja systematyczna według Angiosperm Phylogeny Website (aktualizowany system APG III z 2009)
Jeden z rodzajów podplemienia Cranichidinae w plemieniu Cranichidinae w obrębie podrodziny storczykowych (Orchideae) z rodziny storczykowatych (Orchidaceae). Storczykowate są kladem bazalnym w rzędzie szparagowców Asparagales w obrębie jednoliściennych. 
Wykaz gatunków
- Ponthieva andicola Rchb.f.
- Ponthieva appendiculata Schltr.
- Ponthieva bicornuta C.Schweinf.
- Ponthieva brenesii Schltr.
- Ponthieva brittoniae Ames
- Ponthieva campestris (Liebm.) Garay
- Ponthieva collantesii D.E.Benn. & Christenson
- Ponthieva cornuta Rchb.f.
- Ponthieva curvilabia Garay
- Ponthieva cuyujana Dodson & Hirtz
- Ponthieva diptera Linden & Rchb.f.
- Ponthieva disema Schltr.
- Ponthieva dunstervillei Foldats
- Ponthieva ekmanii Mansf.
- Ponthieva elegans (Kraenzl.) Schltr.
- Ponthieva ephippium Rchb.f.
- Ponthieva fertilis (F.Lehm. & Kraenzl.) Salazar
- Ponthieva formosa Schltr.
- Ponthieva garayana Dodson & R.Vásquez
- Ponthieva gimana Dodson
- Ponthieva gracilis Renz
- Ponthieva haitiensis Mansf.
- Ponthieva hameri Dressler
- Ponthieva hassleri Schltr.
- Ponthieva hildae R.González & Soltero
- Ponthieva inaudita Rchb.f.
- Ponthieva insularis Dressler
- Ponthieva keraia Garay & Dunst.
- Ponthieva lilacina C.Schweinf.
- Ponthieva maculata Lindl.
- Ponthieva mandonii Rchb.f.
- Ponthieva mexicana (A.Rich. & Galeotti) Salazar
- Ponthieva microglossa Schltr.
- Ponthieva nigricans Schltr.
- Ponthieva oligoneura Schltr.
- Ponthieva ovatilabia C.Schweinf.
- Ponthieva parvilabris (Lindl.) Rchb.f.
- Ponthieva parvula Schltr.
- Ponthieva pauciflora (Sw.) Fawc. & Rendle
- Ponthieva petiolata Lindl.
- Ponthieva phaenoleuca (Barb.Rodr.) Cogn.
- Ponthieva pilosissima (Senghas) Dodson
- Ponthieva poitaei Rchb.f. ex Nir
- Ponthieva pseudoracemosa Garay
- Ponthieva pubescens (C.Presl) C.Schweinf.
- Ponthieva pulchella Schltr.
- Ponthieva racemosa (Walter) C.Mohr
- Ponthieva rinconii Salazar
- Ponthieva rostrata Lindl.
- Ponthieva schaffneri (Rchb.f.) E.W.Greenw.
- Ponthieva similis C.Schweinf.
- Ponthieva sprucei Cogn.
- Ponthieva sylvicola Rchb.f.
- Ponthieva triloba Schltr.
- Ponthieva trilobata (L.O.Williams) L.O.Williams
- Ponthieva tuerckheimii Schltr.
- Ponthieva tunguraguae Garay
- Ponthieva unguiculata Ames & C.Schweinf.
- Ponthieva vasqueziae Becerra
- Ponthieva vasquezii Dodson
- Ponthieva ventricosa (Griseb.) Fawc. & Rendle
- Ponthieva venusta Schltr.
- Ponthieva villosa Lindl.
- Ponthieva viridilimbata Dressler
- Ponthieva weberbaueri Schltr.